# Uğurca
Uğurca (kurmandschi: Qorix) ist ein jesidisches Dorf im Südosten der Türkei. Das Dorf liegt ca. 9 km nordöstlich von Beşiri im gleichnamigen Landkreis Beşiri in der Provinz Batman. Der Ort befindet sich in Südostanatolien.

## Geschichte und Bevölkerung
Der ursprüngliche Name des Dorfes lautet Qorix. Durch die Türkisierung geographischer Namen in der Türkei wurden die Dörfer umbenannt. Uğurca ist heute meist ein verlassenes Dorf. Das Dorf hatte ausschließlich jesidische Bevölkerung.
Laut dem Jahrbuch der Provinz Siirt von 1973 lebten 271 Menschen in dem Dorf. Im Jahr 2009 und 2012 lebten 3 Familien im Dorf.